# Vroege Europese integratie
De vroege Europese integratie was de periode van 1945 tot 1959 waarin de eerste stappen tot Europese integratie werden gezet en de eerste Europese instellingen werden opgericht. Het idee van een verenigd Europa ontstond in de nasleep van de Tweede Wereldoorlog. In 1951 werd de eerste gemeenschap een feit, de Europese Gemeenschap voor Kolen en Staal (EGKS). Binnen aanzienlijke tijd volgden andere instituten. Het duurde tot 1957 voordat de lidstaten op het politieke en economische vlak gingen samenwerken toen met het Verdrag van Rome de Europese Economische Gemeenschap (EEG) werd opgericht.

## Voorgeschiedenis
Van in de achttiende eeuw werden er plannen gemaakt voor vrede en meer samenwerking tussen Europese staten onderling, maar pas na de Tweede Wereldoorlog leidde dat effectief tot nieuwe instellingen. 

## Het "Duitse probleem"
In de Tweede Wereldoorlog (1939-1945) had het Europese continent grootschalig de nadelige gevolgen ondervonden van moderne oorlogsvoering en de toepassing van massavernietigingswapens en - systemen tegen mensen, waar de Holocaust het meest schrijnende voorbeeld van is. De economische en humanitaire kosten van de oorlog waren immens en het probleem van een mogelijke Duitse herbewapening speelde daarom een belangrijke rol in het vroege politieke beleid na de Tweede Wereldoorlog. De Verenigde Staten besloten het plan zoals uiteengezet in Germany Is Our Problem door Henry Morgenthau jr. als leidraad te gaan gebruiken voor het Duitslandbeleid. Het plan betekende ontmanteling van grote delen van de Duitse industrie. Voor de Amerikaanse bezettingszone gaf de Joint Chiefs of Staff-richtlijn JCS 1067 hier uitvoering aan.
Ook Frankrijk pleitte vlak na de Tweede Wereldoorlog, net als bij het einde van de Eerste Wereldoorlog, voor een militaire en economische verzwakking van Duitsland. Volgens het gaullistische beleid moest Duitsland permanent zwak en afhankelijk blijven en moesten de grensregio's worden bezet door andere soevereine Staten, om in en uitvoer te kunnen controleren. Ook de Fransen wilden de zware industrie in Duitsland ontmantelen, verder wilden ze het Ruhrgebied en het Rijnland bij Frankrijk trekken, met zijn steenkool- en ijzermijnen en staalindustrie, ook om te voorkomen dat de Duitsers weer een oorlogsindustrie op konden bouwen. Beide gebieden waren economisch sterk en vormden belangrijke krachtbronnen voor de oorlogsvoering. De Fransen wilden het Saarland verenigen met Lotharingen, een gebied dat de Duitsers in 1944 op Frankrijk hadden veroverd. In 1946 kwam het met de toestemming van de Verenigde Staten als het Protectoraat Saarland onder bestuur van Frankrijk.

## Honger en Koude Oorlog
Terwijl de andere Europese landen waren begonnen aan hun wederopbouw, bleef Duitsland sterk achter. Bij de Amerikanen was een verschuiving te zien doordat de coalitie met de Sovjet-Unie na de oorlog langzaam uiteenviel en er figuurlijk een ijzeren gordijn begon neer te dalen tussen het grondgebied dat binnen de invloedssfeer van de Sovjet-Unie viel en dat van de zogenaamde Westerse mogendheden. Op 6 september 1946 hield de Amerikaans minister van Buitenlandse Zaken, James Byrnes, in Stuttgart een rede die bekend werd als speech of hope waarin hij aangaf dat er gewerkt zou moeten gaan worden aan economisch herstel van Duitsland. Oud-president Herbert Hoover pleitte ook voor een aanpassing van het beleid aangaande bezetting van de Duitse gebieden:
Er heerst de illusie dat het overgebleven Nieuwe Duitsland, na alle annexaties, kan worden gereduceerd tot een 'pastorale staat'. Dit kan niet worden bewerkstelligd, tenzij we 25 miljoen mensen uitroeien of ze uit het gebied verwijderen.
De armoede en strenge winter droegen daarnaast bij aan de Hungerwinter van 1946/47. Het begin van de Koude Oorlog vanaf 1947 maakte het onwenselijk om vast te houden aan de strategie van een zwak Duitsland, en ook het grote Amerikaanse plan voor hulp aan Europa, het Marshallplan, was gebaseerd op een sterker wordend Duitsland. Het trage herstel van de Europese economie en de groeiende invloed van de Sovjet-Unie in Duitsland was aanleiding voor politieke bedachtzaamheid van de Verenigde Staten. De economie van Europa hing voor de oorlog voor een groot gedeelte af van de Duitse industrie. Door de Duitse bevolking bloot te stellen aan hongersnood en economische misère zou er steeds meer een voedingsbodem voor het communisme ontstaan, was de gedachte. De generaals George Marshall en Lucius Clay begonnen te lobbyen bij president Truman voor een verandering van het beleid. Generaal Clay vatte het bondig samen als volgt:
Er bestaat geen keuze tussen een communist zijn met 1500 calorieën per dag of een aanhanger van democratie met 1000 calorieën per dag.
In juli 1947 ontbond president Harry Truman richtlijn JCS 1067 op grond van nationale veiligheid. Deze richtlijn bepaalde dat de Amerikaanse troepen op Duitse bodem geen stappen mochten ondernemen tot de wederopbouw of de versterking van de Duitse economie. De richtlijn werd vervangen door richtlijn JCS 1779. Deze richtlijn schreef voor dat Europees herstel niet mogelijk zou zijn zonder de bijdrage van een stabiel en productief Duitsland. Het duurde twee maanden voordat Clay de critici aan zijn kant wist te krijgen voor JCS 1779. Op 10 juli 1947 werd de richtlijn officieel goedgekeurd gedurende een bijeenkomst van de SWNCC. De uiteindelijke versie bevatte nauwelijks nog onderdelen van het Morgenthau-plan.

## Raad van Europa
Net als bij het einde van de Eerste Wereldoorlog in 1918, toen de Volkenbond werd opgericht, ontstond er een wens onder Europese leiders tot samenwerking. Deze samenwerking moest voorkomen dat een zo vernietigende oorlog opnieuw zou kunnen gebeuren. Het feit dat de wereld de beschikking had gekregen over nucleaire wapens en dat Europa het middelpunt was geworden in de strijd tussen twee ideologieën versterkten de wens om samen te werken in Europa.
In 1946 hield de voormalige Britse minister-president Winston Churchill een college aan de Universiteit Zürich met als onderwerp de Tragedie van Europa. Churchill pleitte hierin voor een Verenigde Staten van Europa. Volgens Churchill was de eerste stap de oprichting van de Raad van Europa. In 1948 werd in Den Haag het Congres van Europa gehouden. Voor het eerst sinds het einde van de Tweede Wereldoorlog bevonden alle politici die zich in een Europees samenwerkingsverband wilden verenigen, onder één dak. Tijdens het Congres overlegde men over de formatie van een Raad van Europa. Dat mondde uit in een gezamenlijke overeenkomst die in 1949 door de deelnemende partijen werd ondertekend: het Verdrag van Londen, waarmee de Raad van Europa officieel werd opgericht. Naast de oprichting van de Raad werden ook de Europese Beweging en het College van Europa opgericht. Gedurende het congres tekende zich echter wel een scheiding van de belangen en meningen af. Aan de ene kant bevonden zich staten die weigerden soevereiniteit in te leveren, als nationalisten bestempeld, en aan de andere kant bevonden zich staten die een federaal Europa prefereren, de federalisten. Deze scheiding kwam tot uitdrukking bij de oprichting van de Raad van Europa. Deze raad werd ontworpen met twee bestuurlijke organen. De ene instelling bestond uit afgevaardigden namens de regeringen en de andere uit nationale leden van de parlementen. Beide instellingen werden gevestigd in Straatsburg. De Raad is verantwoordelijk voor de democratie en de mensenrechten in de lidstaten.

## Militaire samenwerking
Het Verdrag van Brussel werd getekend in 1948 als reactie op de start van de Koude Oorlog. Het was een uitbreiding van het Verdrag van Duinkerke (1947), dat een militair pact tussen Frankrijk en het Verenigde Koninkrijk was. Beide landen hadden zowel in de Eerste als Tweede Wereldoorlog al samengewerkt in de productie, aankoop en distributie van oorlogsgoederen. Door de communistische overname via de Praagse Coup in 1948 in Tsjecho-Slowakije waren de partijen bezorgd over de dreiging van de Sovjet-Unie. Het nieuwe verdrag voegde de Benelux-landen toe aan het militaire pact en moest naast militaire samenwerken ook economische, sociale en culture samenwerking promoten. Deze rol werd echter al snel overgenomen door andere organisaties. In 1954 zou het verdrag worden aangepast met het Verdrag van Parijs. Dit verdrag leidde tot de oprichting van de West-Europese Unie. Deze unie was verantwoordelijk voor defensie in de aangesloten lidstaten en zou enkele decennia later opgaan in de Europese Unie. De lidstaten kwamen echter tot het besef dat het verdrag van Brussel niet genoeg was om de dreiging van de Sovjet-Unie te bezweren. De blokkade van Berlijn tussen 1948 en 1949 leidde tot de oprichting van de Noord-Atlantische Verdragsorganisatie (NAVO). Naast de deelnemers aan het Verdrag van Brussel werd het oprichtingsdocument ook ondertekend door Denemarken, IJsland, Italië, Noorwegen, Portugal, Canada en Verenigde Staten. De militaire samenwerking werd sterker nadat de eerste atoombom van de Sovjet-Unie werd getest. Het begin van de Korea-oorlog in 1950 leidde tot de wens om de Bondsrepubliek Duitsland bij de NAVO te betrekken.
In hetzelfde jaar waarin het Verdrag van Brussel werd ondertekend, presenteerde Zweden plannen voor de oprichting van de Scandinavische Defensie Unie. De voorstellen waren een samenwerkingsverband tussen Denemarken, Noorwegen, Finland en Zweden. De unie beloofde zich neutraal te zullen opstellen tegenover de voorgestelde NAVO. Onder druk van de Verenigde Staten besloten Noorwegen en Denemarken echter alsnog deel te nemen aan de NAVO. Met deze deelnames waren de plannen voor een militaire unie in Scandinavië van de baan. Ondanks het falen van de militaire samenwerking werd de Noordse Raad opgericht, die zijn eerste vergadering hield in 1953. Eenzelfde economische samenwerking ontstond tussen Nederland, België en Luxemburg in de vorm van de Benelux Douane-Unie. Tijdens hun ballingschap gedurende de Tweede Wereldoorlog hadden de regeringen een verdrag ondertekend tot de oprichting van de douane-unie. De oprichting leidde tot een monetaire overeenstemming, die de valuta's van de landen ten opzichte van elkaar vaststelde. De douane-unie van de Benelux kan worden gezien als een voorloper van de latere Europese Economische Gemeenschap.

## Controle over industrie kolen en staal

De landen die deelnamen bij de oprichting van de Europese Gemeenschap voor Kolen en Staal

Tijdens de Zesmogendhedenconferentie in 1948 werd besloten tot de oprichting van West-Duitsland en op voorstel van Frankrijk tot de oprichting van het internationaal Gezagsorgaan voor de Ruhr. Dit gezagsorgaan zou toezicht moeten gaan houden op de Duitse delving, productie en distributie van kolen, ijzererts en staal. In Duitsland stond met hier huiverig tegenover, het vooraanstaande weekblad Der Zeit schreef in januari 1949 op de voorpagina, dat via controle over de grondstoffen kolen en ijzererts feitelijk de hele economie van het land gestuurd kon worden. Tegelijkertijd zag men echter ook dat het een kiemcel kon zijn voor een nieuw ontwerp voor europese economische samenwerking.
In november 1949 stemde de nieuwe Duitse regering onder kanselier Konrad Adenauer in met het gezagsorgaan en sloot het Akkoord van Petersberg af. Daar stond tegenover dat er een einde kwam aan de ontmanteling van de industrie. Tussen 1949 en 1951 werden alleen nog kleine bedrijven ontmanteld.
Op 9 mei 1950 kwam Robert Schuman, voormalig minister-president van Frankrijk (1947-48) en minister van Buitenlandse Zaken (1948-53), met het Schumanplan waarin Duitsland als een gelijkwaardige partner werd gezien. Schumann pleitte in dit plan voor de oprichting van supranationale instellingen die de Europese integratie zouden bevorderen. Hij stelde voor dat de gemeenschappelijke productie van staal en kool van Duitsland en Frankrijk onder het toezicht van een hoge autoriteit zou worden geplaatst. Het moest mogelijk worden dat andere staten zich ook bij deze autoriteit konden aansluiten. Dit plan moest de economische groei in Europa bevorderen, maar het hoofdzakelijke doel was de stimulatie van verbroedering tussen Frankrijk en Duitsland. Het plan was gebaseerd op de ideeën van Jean Monnet. In 1944 liet deze zich in een interview met Fortune al uit over het Duitse probleem dat mogelijk opgelost kon worden door de kolen- en ijzermijnen van het Ruhrgebied onder Europees gezag te brengen.
De afkondiging van Schuman leidde tot de ondertekening van het Verdrag van Parijs in 1951 waarmee ook de Europese Gemeenschap voor Kolen en Staal (EGKS) voor de duur van 50 jaar werd opgericht. Het verdrag werd ondertekend door de Zes: Frankrijk, de Bondsrepubliek Duitsland, Italië, Nederland, België en Luxemburg. Het Verenigde Koninkrijk weigerde soevereiniteit af te staan aan een supranationale organisatie. De gemeenschappelijke markt voor kool ontstond fysiek op 10 februari 1953 en voor staal op 1 mei 1953. Gedurende het bestaan van de EGKS nam de productie van staal viervoudig toe. De productie van kool nam af, maar de technologie, veiligheid en kwaliteit van het product nam toe. De EGSK hielp om crisissen in de industrie op te lossen en verzekerde balansen in de distributie van hulpmiddelen.
De beperkingen van de Duitse industrie werden in 1951 opgeheven vanwege de totstandkoming van de EGKS, maar de productie van legermateriaal was nog steeds onder voorbehoud. Het conflict over de regio Saarland leidde nadien, bij de oprichting van nieuwe Europese gemeenschappen, tot problemen tussen Frankrijk en Duitsland.
De Europese Gemeenschap voor Kolen en Staal werd in 2002 na 50 jaar afgeschaft bij het Verdrag van Nice.

### Hoge Autoriteit
De ondertekening van het Verdrag van Parijs leidde tot de oprichting van diverse Europese politieke organen. Het centrale orgaan was de Hoge Autoriteit. De Hoge Autoriteit was het eerste supranationale politieke orgaan in de wereld en fungeerde als de uitvoerende macht van de Gemeenschap met als eerste benoemde president Jean Monnet. Het bestuur kende, inclusief de president, negen vertegenwoordigers die werden benoemd door de lidstaten. De grote lidstaten Italië, Duitsland en Frankrijk kregen twee vertegenwoordigers en de geografisch kleinere Benelux-landen kregen een vertegenwoordiger. De vertegenwoordigers kozen een president uit hun midden. Ondanks dat de leden werden benoemd door de nationale parlementen, moesten ze zich afzijdig houden van het nationale belang en alleen het gemeenschappelijke Europese belang nastreven.

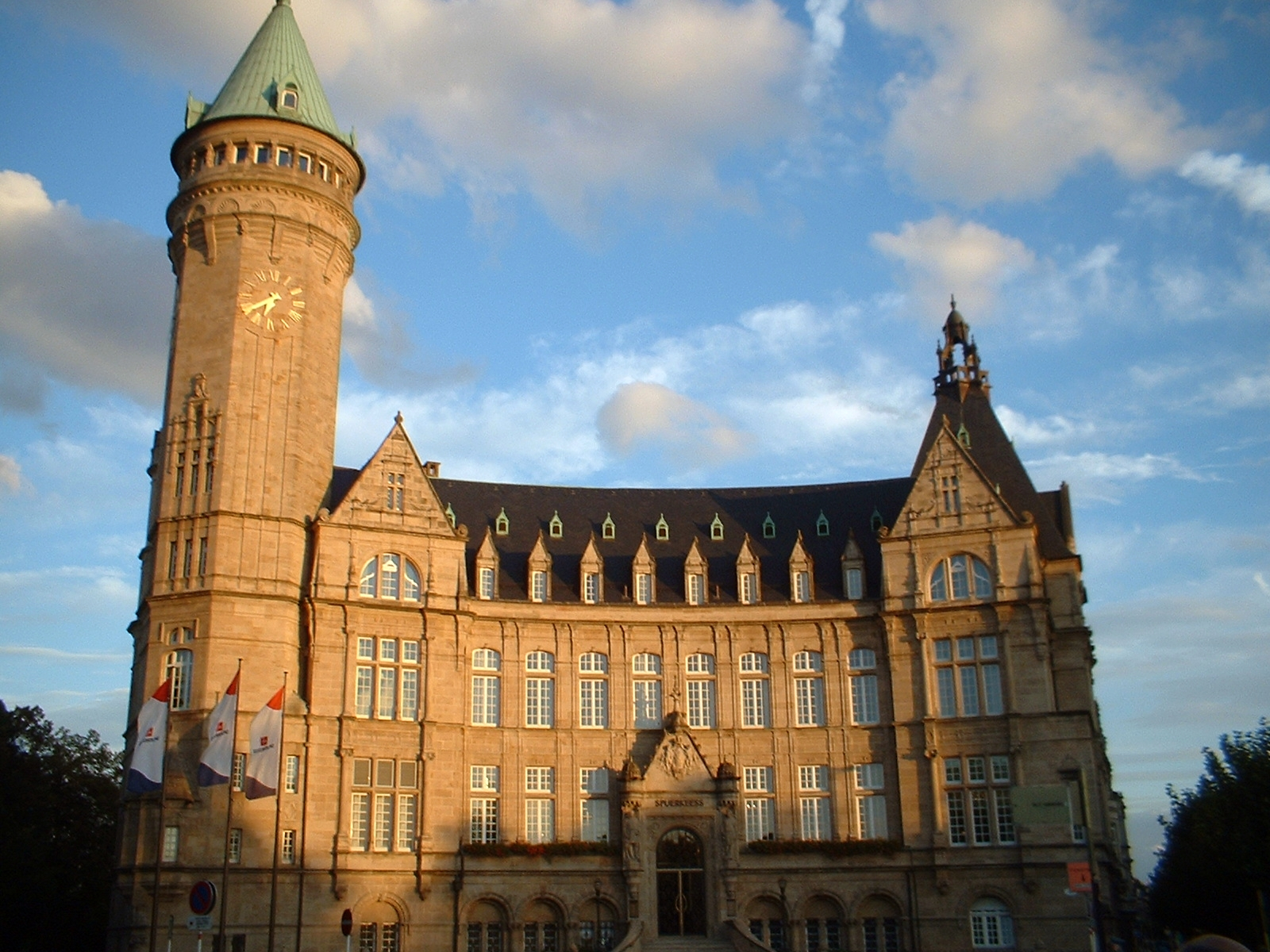
Zetel van de Hoge Autoriteit in Luxemburg

De overheden van de lidstaten werden vertegenwoordigd in de Raad van Ministers. De voorzitter van deze raad was afkomstig uit een van de lidstaten. Het voorzitterschap rouleerde elke drie maanden, waaronder elke lidstaat een keer in de anderhalf jaar de Raad kon voorzitten. De Raad werd opgericht op aandringen van de kleinere lidstaten die bang waren dat zij, door de oververtegenwoordiging van de grote lidstaten in de Hoge Autoriteit, geen invloed konden uitoefenen op het beleid. Het doel van de Raad was harmonisering van de nationale wetgevingen. Daarnaast kon de Raad controleren en zo nodig adviseren of de Hoge Autoriteit haar werk wel naar behoren deed. In tegenstelling tot de huidige Europese Commissie besloeg het werkgebied van de Hoge Autoriteit enkel de productie van kolen en staal. De Raad was enkel een adviserend orgaan en kon de afhankelijke Hoge Autoriteit niet verplichten iets te doen. De toestemming van de Raad was wel noodzakelijk bij politieke beslissingen van de Autoriteit die geen betrekking hadden tot kolen en staal.

### Saarland in Europa
In 1946 was het Saarland een protectoraat geworden van Frankrijk en daardoor maakte het niet langer deel uit van Duitsland. In principe werd het Saarland een autonome staat, maar de beleidsterreinen veiligheid en buitenlandse politiek werden bepaald door de Franse politici. Daarnaast hield Frankrijk een Hoge Commissaris in het gebied, die grote macht uitoefende. Partijen die streefden voor een vereniging van het Saarland met Duitsland werden verbannen en dit leidde ertoe dat de nieuwe overheid niet werd erkend door West-Duitsland. De overige West-Europese landen maakten zich zorgen dat de conflicten tussen de beide landen over het Saarland zouden kunnen leiden tot nieuwe conflicten. De regio Elzas-Lotharingen was al aanleiding geweest voor drie oorlogen tussen Duitsland en Frankrijk. Er werd gezocht naar een geschikte oplossing. Onder grote internationale druk accepteerde Frankrijk een compromis. Het Saargebied werd een Europese regio onder het toezicht van de West-Europese Unie. Gedurende de Conferentie van Londen in 1954 besloten West-Duitsland en Frankrijk dat de regio werd geregeerd onder een statuut. Dit statuut werd gehandhaafd en uitgevoerd door een Europese commissaris. Deze commissaris moest op zijn beurt verantwoording afleggen aan de Raad van Ministers van de West-Europese Unie. Ondanks de afspraken bleef het Saarland juridisch een economische regio van Frankrijk.
Ondanks de bekrachtiging van het statuut door de West-Duitse regering zou het statuut nooit in werking treden; het werd in 1955 door een meerderheid van 67,7% weggestemd. Het gehouden referendum was bindend en er moest gezocht worden naar een nieuwe oplossing. Frankrijk had in de periode voor het referendum verklaard dat een Nee op het referendum zou betekenen dat het gebied onder Frans beheer zou blijven. Tegenstanders van het statuut verklaarden dat een Nee zou leiden tot vereniging met Duitsland en zij kregen gelijk. Op 1 januari 1957 werd het Saarland officieel weer ingelijfd bij de Federale Republiek Duitsland. De economische integratie van het gebied kostte echter meerdere jaren. Als tegenprestatie voor het afstaan van het Saargebied wilde Frankrijk de volgende concessies:
- Frankrijk mocht kolen onttrekken uit de koolopslagplaats van Warndt. Deze concessie bleef geldig tot en met 1981.
- Duitsland moest toestemmen met de kanalisatie van de Moezel. Dit zou leiden tot een verlaging van de scheepvaartkosten in de staalindustrie van Lotharingen.
- Duitsland moest het Frans invoeren als eerste buitenlandse taal in het onderwijs van Saarland.

Ondanks dat de contracten formeel zijn beëindigd, worden de regels nog steeds nageleefd.

## Ontwikkeling van nieuwe gemeenschappen

De Raad van Europa creëerde een vlag ter symbolisering van Europa

### Europese Defensiegemeenschap
In 1949 werd de Bondsrepubliek Duitsland (BRD) opgericht en dit betekende de officiële scheiding van Duitsland in een westelijk en oostelijk gedeelte. De nieuwe president Konrad Adenauer wilde dat zijn nieuwe natie een eigen leger zou krijgen. Dit leger moest ervoor zorgen dat BRD zichzelf kon beschermen. Adenauer wist dat de West-Europese partijen, en dan met name Frankrijk, hiermee niet akkoord zouden gaan. Het plan van Adenauer kreeg in 1950, door het begin van de Korea-oorlog, steun van de Amerikaanse overheid. Er werd besloten tot de oprichting van een Europese Defensiegemeenschap. Op 27 mei 1952 werd het verdrag ondertekend door de zes deelnemende landen. Het plan schoot op twee punten tekort. Het verdrag werd niet ondertekend door de grootste militaire macht in Europa, het Verenigd Koninkrijk, en Duitsland werd niet in staat gesteld om zich opnieuw te bewapenen. Duitsland zou alleen de ondersteuning van legereenheden van Europese bondgenoten krijgen. In vijf van de zes landen werd het verdrag geratificeerd door de nationale parlementen. Alleen het Franse nationale parlement weigerde in augustus 1954 het verdrag te ratificeren. De aanleiding hiervoor was de communistische overname in Indochina. De Fransen hadden gezichtsverlies geleden, wilden geen nieuwe soevereiniteit meer afstaan en moesten hun positie in de wereld heroverwegen.

### Europese Politieke Gemeenschap
Met de naderende oprichting van de Europese Defensiegemeenschap zou men straks twee Europese gemeenschappen hebben. Het plan was dat deze gemeenschappen zouden worden overkoepeld door een centraal orgaan, de Europese Politieke Gemeenschap. De Europese Politieke Gemeenschap kende, op enkele wijzigingen na, dezelfde interne structuur als de huidige Europese Unie. Door het falen van de EDG was deze gemeenschap echter niet meer nodig en het kwam dus nooit tot de Europese Politieke Gemeenschap. Als reactie op het mislukken van zowel de EPG als de EDG besloot federalist Jean Monnet op te stappen als voorzitter van de Hoge Autoriteit voor Kolen en Staal.

## Suezcrisis
In 1956 besloot de regering van Egypte, vertegenwoordigd door president Gamal Abdel Nasser, om het Suezkanaal te nationaliseren. Het kanaal was niet langer meer toegankelijk voor scheepvaart uit Israël en deze situatie mondde uit in de Suezcrisis. De Egyptische regering voerde de nationalisatie uit, omdat het Verenigd Koninkrijk en de Verenigde Staten hadden geweigerd om bij te dragen aan de bouw van de Aswan Dam. Beide partijen hadden dit geweigerd, omdat ze van mening waren dat Egypte te nauwe banden onderhield met de Sovjet-Unie. Het Suezkanaal was eigendom van Britse en Franse particuliere investeerders en gold officieel als een neutrale zone onder Brits toezicht. Als reactie op de nationalisatie besloten Frankrijk, het Verenigd Koninkrijk en Israël militaire actie te ondernemen. De Verenigde Staten waren fel tegen militair ingrijpen. Ondanks dat de actie in militair opzicht een succes werd, leidde ze op politiek gebied tot gezichtsverlies voor de betrokken partijen.
Gelijktijdig met de Suezcrisis vond in Hongarije de Hongaarse Opstand plaats. De Hongaren wilden een nieuwe democratie en wilden niet langer deel uitmaken van het Warschaupact. De Sovjet-Unie sloeg de opstand met geweld neer en de Verenigde Staten wilden hierop reageren. De Amerikaanse president Dwight Eisenhower besefte dat zij geen standpunt konden maken, zolang hun Europese bondgenoten militaire actie voerden op Israëlisch grondgebied. Het Verenigd Koninkrijk en Frankrijk moesten onder druk van de Amerikaanse regering de militaire bezetting beëindigen. Het Verenigd Koninkrijk besefte dat het niet langer meer op de hulp van hun transnationale partner hoefde te rekenen en dat ze contact moesten zoeken met hun Europese bondgenoten op het vasteland. Het Verenigd Koninkrijk probeerde in 1963 en 1967 toe te treden tot de gemeenschap, maar beide keren werd het voorstel afgewezen door een veto van de Franse president Charles de Gaulle. De Gaulle was bang dat de Engelsen zijn landbouwpolitiek (Gemeenschappelijk Landbouwbeleid) in gevaar zouden brengen.

## Conferentie van Messina
Van 1 tot 3 juni 1955 werd in de Italiaanse stad Messina de Conferentie van Messina gehouden. Deze conferentie was georganiseerd om een nieuwe president van de Hoge Autoriteit van de EGKS te benoemen. President Jean Monnet was eerder opgestapt bij de Hoge Autoriteit, vanwege ontevredenheid over het gevoerde beleid. Tijdens de conferentie was de teleurstelling over het falen van de EDG en de EPG voelbaar en de leiders waren van mening dat het proces van Europese integratie nieuw leven moest worden ingeblazen. De Belg Paul-Henri Spaak ging een nieuw comité voorzitten, dat voorbereidingen moest treffen voor de vorming van een Europese gemeenschappelijke markt. Het Spaak Report, opgesteld door het Spaak Comité, werd goedgekeurd tijdens de Conferentie van Venetië in 1956. Op 26 juni 1956 werd de Intergouvernementele Conferentie met betrekking tot de Gemeenschappelijke Markt en Euratom gehouden. De conferentie leidde tot de oprichting van de Europese Economische Gemeenschap en de Euratom. Op 25 maart 1957 werd het Verdrag van Rome ondertekend. Op 1 januari 1958 traden de nieuwe gemeenschappen in werking. Louis Armand werd de eerste president van Euratom en Walter Hallstein werd de eerste voorzitter van de Europese Commissie.

## 1959
- 10 september: De onderhandelingen over de associatie met Griekenland beginnen.
- 27 september: De onderhandelingen over de associatie met Turkije beginnen.
- 13 oktober: Pierre Wigny, Belgisch minister van Buitenlandse Zaken, stelt voor de Hoge Autoriteit van de EGKS, de EEG en Euratom in één instelling samen te brengen.